# Copris novaki
Copris novaki là một loài bọ cánh cứng trong họ Bọ hung (Scarabaeidae).